# Aegirocassis
Az Aegirocassis egy kihalt neme a Hurdiidae családba tartozó anomalocarididae ízeltlábúaknak. Ez az állatcsoport 480 millió éve élt, az Ordovícium korban. A nemnek egyetlen ismert faja van, az Aegirocassis benmoulai, aminek tudományos vizsgálatát Van Roy kezdeményezte. Jelenleg a legkorábbi óriás szűrögetőnek tartják, ami korábbi, ragadozó anomalicarididae fajokból fejlődött ki.

## Leírás

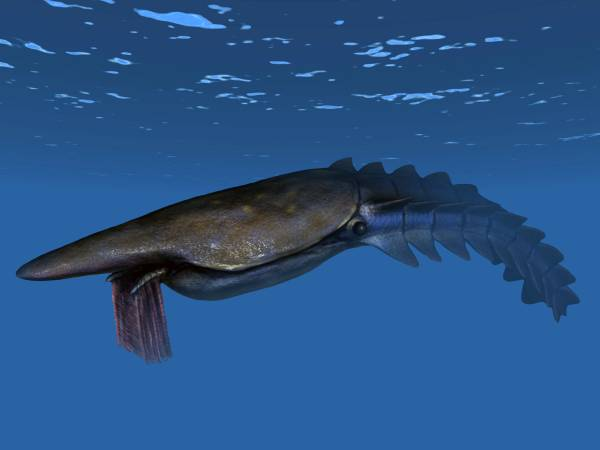
Az Aegirocassis benmoulai fantáziarajza

Az Aegirocassis korának legnagyobb termetű állata volt. A Nature folyóiratban közzétett cikk szerint a mérete meghaladta a 2 m-t.
A fosszília kivételesen jól megmaradt, megőrizte a test három dimenziós szerkezetét is, így sikerült kideríteni az anomalicaridák testének néhány ismeretlen részletét. A legtöbb korabeli fosszília ugyanis kilapult a kor és a kőzetek súlya alatt.
Különösen érdekes, hogy a fosszília az anomalocaridák csonklábainak természetére is rávilágított. Minden lábszegmens ugyanis egy hasi és egy hátoldali párból áll. A hasi lábak megfelelnek a modern ízeltlábúak lábainak, a hátoldaliak pedig kopoltyúfedéllé alakultak a vízi féreglábúak esetén. Ez a rendszer végül az ízeltlábúak kettős izelésű lábában állapodott meg a kambrium végén.

## Felfedezés
Az A. benmoulai fosszíliáit a marokkói Fezouta formációban találta meg Mohamed Ben Moula. Ben Moula egy helyi fosszíliagyűjtő, aki a maradványt furcsa megjelenése miatt megmutatta a genti egyetem paleontológia professzorának, Peter Van Roynak. Van Roy felismerte, hogy egy úja fajról van szó, és a megtalálóról nevezte el.

## Fordítás
Ez a szócikk részben vagy egészben  az   Aegirocassis című angol Wikipédia-szócikk ezen változatának fordításán alapul.  Az eredeti cikk szerkesztőit annak laptörténete sorolja fel. Ez a jelzés csupán a megfogalmazás eredetét és a szerzői jogokat jelzi, nem szolgál a cikkben szereplő információk forrásmegjelöléseként.